# Raqqada
Raqqada ou Raqqâda (arabe : رقادة) est le site de la seconde capitale de la dynastie des Aghlabides (IXe siècle) située à une dizaine de kilomètres au sud-ouest de Kairouan (Tunisie). Le site abrite maintenant le musée national d'art islamique.

## Histoire
En 876, le neuvième émir aghlabide Ibrahim II éprouve le besoin de changer de résidence pour trouver un endroit calme à l'abri du bruit de la ville. La nouvelle cité est pourvue de plusieurs palais et d'une mosquée. Les Aghlabides y fondent une fabrique de textiles et de papiers pour alimenter la Maison de la sagesse et des sciences (bayt al-ḥikma). À certains moments, Raqqada devient même plus grande que Kairouan.
En 909, Ubayd Allah al-Mahdi, fondateur de la dynastie des Fatimides qui s'était installé à Kairouan, s'installe finalement à Raqqada. Il choisit une autre capitale et fonde la ville de Mahdia. Il se proclame lui-même calife en 909.
Le 7 juillet 969, les troupes du quatrième calife fatimide Al-Muʿizz li-Dīn Allāh entrent à Fostat en Égypte. Le calife fonde près de cette ville une nouvelle capitale qu'il nomment Le Caire. Al-Mu‘izz aurait fait raser Raqqada après la construction du Caire.
Après 1960, on construit sur le site d'une vingtaine d'hectares un palais présidentiel au milieu des quelques vestiges encore visibles ; il abrite depuis 1986 le musée national d'art islamique de Raqqada.
Des campagnes de fouilles engagées au début des années 1960 sur le site des anciens palais ont livré d'abondants fragments de céramiques à glaçure, dont des tessons et des carreaux à reflets métalliques ornés de motifs floraux et végétaux (feuille de vigne stylisée) ainsi que des coupes soigneusement décorées (coupe à l'oiseau datée de la seconde moitié du IXe siècle).

## Musée national d'art islamique
Le musée est spécialisé dans les arts islamiques médiévaux et renferme des œuvres provenant de Kairouan et des sites de Raqqada et Al-Mansuriya, une ancienne cité princière édifiée à l'époque fatimide.
L'entrée est dévolue à la grande mosquée de Kairouan et présente une reproduction de son mihrab ainsi qu'une maquette de l'ensemble du monument.

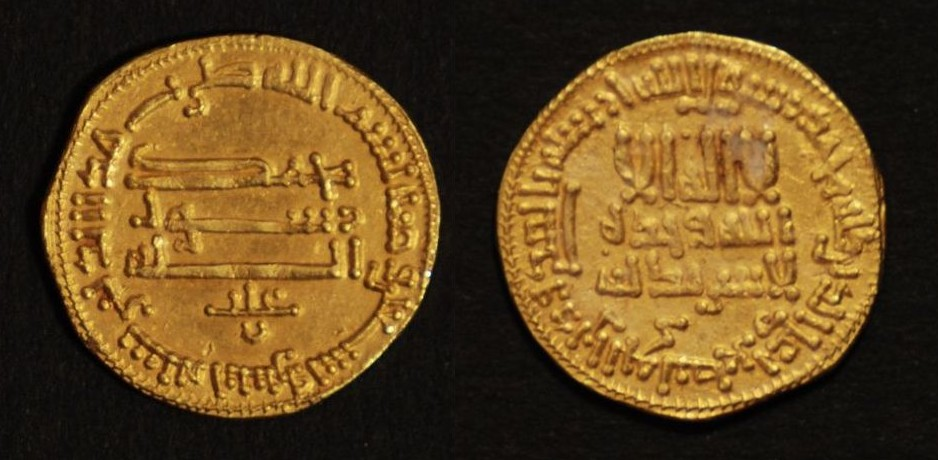
Dinar d'or aghlabide (début du IXe siècle, atelier de Kairouan) faisant partie des collections du musée.

La pièce suivante présente des collections de céramiques datant des périodes où Raqqada était occupée (IXe et Xe siècles). Une autre pièce présente des collections numismatiques rassemblant des pièces de monnaie d'époques diverses qui illustrent l'histoire économique de l'Ifriqiya durant plus de six siècles. La collection la plus importante est celle des Corans calligraphiés qui constitue un ensemble exceptionnel de manuscrits et de feuillets appartenant, à l'origine, à la bibliothèque de la Grande Mosquée de Kairouan. Parmi les joyaux de cette collection, figurent les feuillets du Coran bleu datant du Xe siècle.